# Roman Ingarden
|  | No s'ha de confondre amb el seu fill Roman Stanisław Ingarden.. |

Roman Witold Ingarden (Cracòvia, 1893 – Cracòvia, 1970) va ser un filòsof i teòric literari polonès usualment associat al corrent fenomenològic.
Ingarden va estudiar filosofia i matemàtiques a la universitat de Lvov a Polònia i posteriorment a Alemanya, tenint a Kazimierz Twardowski i a Edmund Husserl com mestres respectivament. Va ser alumne d'Edmund Husserl tant a Gottinga com a Friburg. Gran part de la feina va ser realitzat en vigílies, durant o en el període de postguerra de la Segona Guerra Mundial, per la qual cosa les seves obres no van ser populars fins a la dècada del seixanta, quan es van iniciar les traduccions del polonès a altres llengües.

## Obres
Els seus treballs L'obra d'art literària i La comprehensión de l'obra d'art literària formen una teoria literària que, fonamentada en el mètode fenomenológico proposat per Husserl, proposa una forma d'abordar les obres i entendre la intenció significativa que aquestes porten. Cal destacar l'ús de conceptes com: "intenció significativa", "confiscació del signe", "lectura passiva i activa" i "concretització" dins de la seva obra. També va publicar treballs d'estètica sobre música, drama, cinema, arquitectura i pintura.
Obres en alemany
- Intuition und Intellekt bei Henri Bergson, Halle: Max Niemeyer, 1921
- Essentiale Fragen. Ein Beitrag zum Problem des Wesens, Halle: Max Niemeyer, 1925
- Das literarische Kunstwerk. Eine Untersuchung aus dem Grenzgebiet der Ontologie, Logik und Literaturwissenschaft, Halle: Max Niemeyer, 1931
- Untersuchungen zur Ontologie der Kunst: Musikwerk. Bild. Architektur. Film, Tübingen: Max Niemeyer, 1962
- Der Streit um die Existenz der Welt, Bd. I, II/I, II/2. Tübingen: Max Niemeyer, 1964
- Vom Erkennen des literarischen Kunstwerks, Tübingen: Max Niemeyer, 1968
- Erlebnis, Kunstwerk und Wert. Vorträge zur Ästhetik 1937-1967, Tübingen: Max Niemeyer, 1969
- Über die Verantwortung. Ihre ontischen Fundamente, Stuttgart: Reclam, 1970
- Über die kausale Struktur der realen Welt. Der Streit um die Existenz der Welt, Band III, Tübingen: Max Niemeyer, 1974

Obres en Polonès
- O poznawaniu dzieła literackiego (The Cognition of the Literary Work of Art), Ossolineum, Lwow: 1937
- O budowie obrazu. Szkic z teorii sztuki (On the Structure of Paintings: A Sketch of the Theory of Art), Rozprawy Wydziału Filozoficznego PAU Vol. LXVII, No.2, Kraków, 1946
- O dziele architektury (On Architectural Works), Nauka i Sztuka, Vol. II, 1946, No. 1, pp. 3-26 and No. 2, pp. 26-51
- Spór o istnienie Świata (Controversy over the Existence of the World), PAU, Vol. I, Kraków: 1947, Vol. II, Kraków, 1948
- Szkice z filozofii literatury (Sketches on the Philosophy of Literature), Vol. 1, Spółdzielnia wydawnicza “Polonista,” Łódz, 1947
- Elementy dzieła muzycznego (The Elements of Musical Works), Sprawozdania Towarzystwa Naukowego w Toruniu, Vol. IX, 1955, Nos. 1-4, pp. 82-84
- Studia z estetyki (Studies in Aesthetics), PWN, Vol. I Warszawa, 1957, Vol. II, Warszawa, 1958
- O dziele literackim (On Literary Works). PWN, Warszawa, 1960
- Przeżycie - dzieło - wartość (Experience - Work of Art - Value). WL, Kraków, 1966
- Studia z estetyki Tom III (Studies in Aesthetics, Vol. III), PWN, Warszawa, 1970
- U podstaw teorii poznania (At the Foundations of the Theory of Knowledge), PWN, Warszawa, 1971
- Książeczka o człowieku (Little Book About Man), Wydawnictwo Literackie, Kraków, 1972.
- Utwór muzyczny i sprawa jego tożsamości (The Work of Music and the Problem of Its Identity), Wydawnictwo, Warszawa, 1966.